# Giuseppe Passuello
Giuseppe Walter Passuello (Lusiana Conco, 9 novembre 1951 – Livorno, 14 gennaio 2020) è stato un ciclista su strada italiano, professionista dal 1977 al 1986. Seppur colse alcune vittorie fra i dilettanti, non riuscì ad imporsi in nessuna competizione fra i professionisti; tuttavia ottenne qualche piazzamento di rilievo, come il secondo posto alla Nizza-Alassio 1981 e al Gran Premio Industria e Artigianato 1984 e il terzo al Giro dell'Umbria 1985. Anche suo figlio Domenico è stato ciclista professionista.

## Palmarès
- 1976 (dilettanti)

Gran Premio Chianti Colline d'Elsa
2ª tappa Giro delle Regioni (Tarquinia > Foligno)
4ª tappa Giro delle Regioni (Montevarchi > San Piero in Bagno)
5ª tappa Giro della Valle d'Aosta (Cogne > Champoluc)

## Piazzamenti

### Grandi Giri
- Giro d'Italia

1977: 83º
1979: 45º
1980: 39º
1981: 79º
1983: 89º
1984: 89º
- Vuelta a España

1978: 37º

### Classiche monumento
- Milano-Sanremo

1978: 85º
- Giro delle Fiandre

1979: 28º